# Jardí botànic

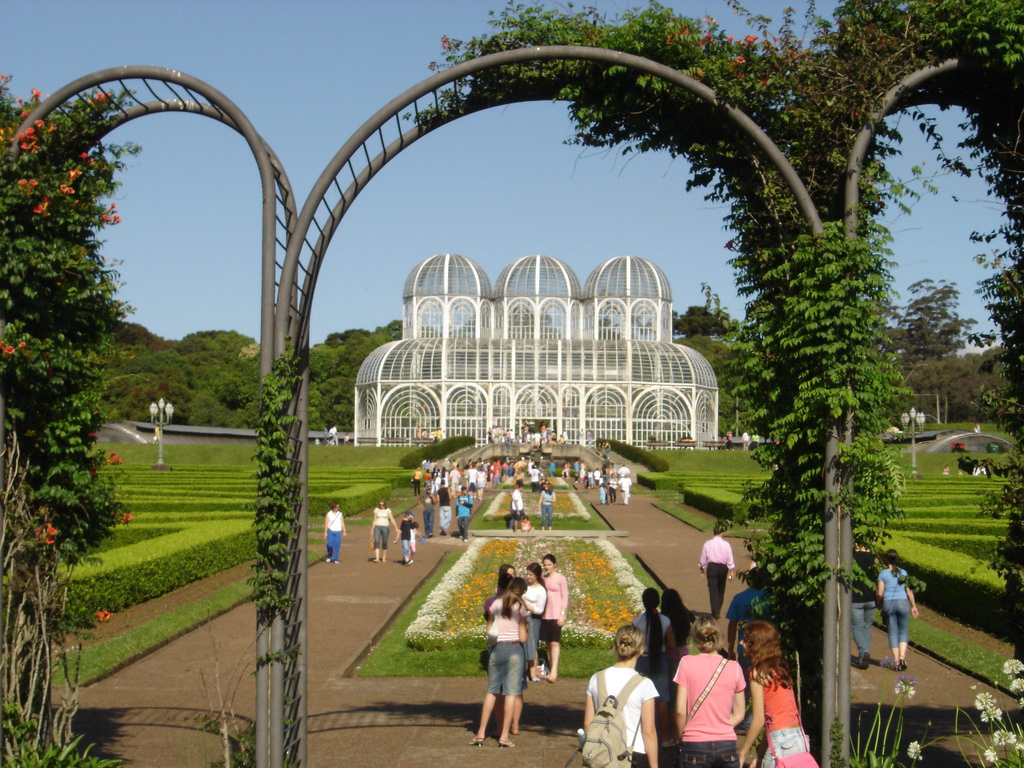
Jardí Botànic de Curitiba (Regió Sud del Brasil).

Un Jardí botànic és un terreny condicionat per una institució pública, privada o mixta que té com a objectiu l'exhibició d'espècies o varietats vegetals.
Les nombroses espècies i varietats de plantes silvestres i/o hortícoles presentades són estrictament identificades i reunides en col·leccions. Els quatre objectius principals pels quals es conreen són: la conservació, la recerca científica, l'educació, l'ensenyament i el turisme.

## Història

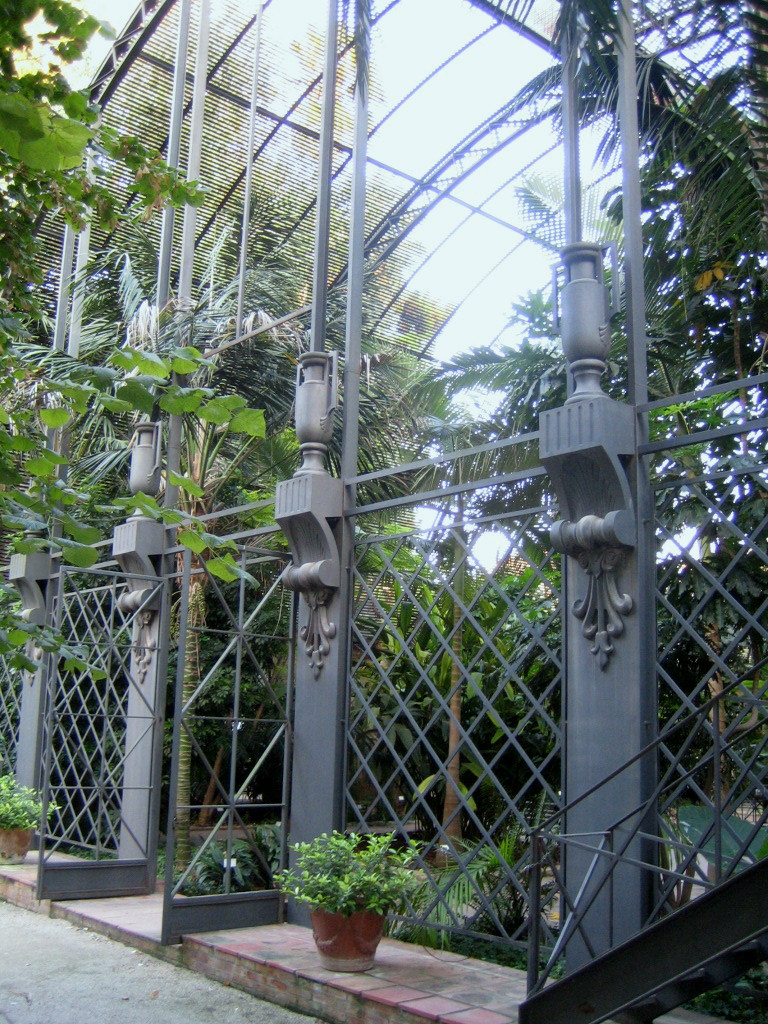
Hivernacle del Jardí Botànic de València

Els jardins botànics tenen els seus inicis al Renaixement, període de gran curiositat enciclopèdica, els antecedents del qual són els  jardins de simples medievals, orientats essencialment vers l'alimentació i les plantes medicinals.
A Europa el primer jardí botànic va ser el Jardí Botànic de Pisa a Pisa el 1543 seguit dos anys més tard pel Jardí Botànic de Pàdua (1545) i després el Jardí de simples Florència (1545). L'any 1568 es crea el Jardí Botànic de Bolonya obert al públic a la Universitat de Bolonya.
Als Països Baixos el primer jardí botànic en aparèixer va ser l' Hortus Botanicus de Leiden (1587). El Jardí botànic d'Amsterdam,  Hortus Botanicus, apareix el 1638 i en ell hi treballà Carl von Linné, és cèlebre l'anècdota que ell va aconseguir fer florir un bananer a base de restringir l'aportació d'aigua de reg.
A França, és a Montpeller, el 1593, que va aparèixer el primer jardí botànic, el Jardin des plantes de Montpellier sempre administrat per la Universitat de Montpeller 1. El segon jardí botànic de França, el Jardí botànic de la universitat d'Estrasburg, va ser creat el 1619.
A Dinamarca, el Jardí Botànic de la Universitat de Copenhaguen es va fundar l'any 1600.
A Anglaterra, aparegué l'any 1621 el Jardí Botànic de la Universitat d'Oxford i el Reial Jardí Botànic d'Edimburg el 1670.
El primer jardí botànic americà va ser creat a Filadèlfia (el Bartram Botanical Garden, 1731) i el 1859 es va fundar el Missouri Botanical Garden a Saint Louis.

### Història als Països Catalans
Als Països Catalans, el primer jardí botànic possiblement va ser el Jardí Botànic de València, creat el 1567 (segons algunes fonts) i el 1633 segons d'altres. L'actual data de 1802.
El primer jardí botànic de Barcelona, datat a finals del segle xvi, estava situat a l'Estudi General dels caputxins a la plaça Reial. El primer amb vocació científica de Catalunya fou el jardí botànic de Sant Joan Despí, creat a finals del segle xvii per Jaume Salvador i Pedrol membre de la nissaga Salvador, reconeguts botànics catalans (del segle xvii al XIX). Les seves col·leccions estan exposades a l'Institut Botànic de Barcelona.

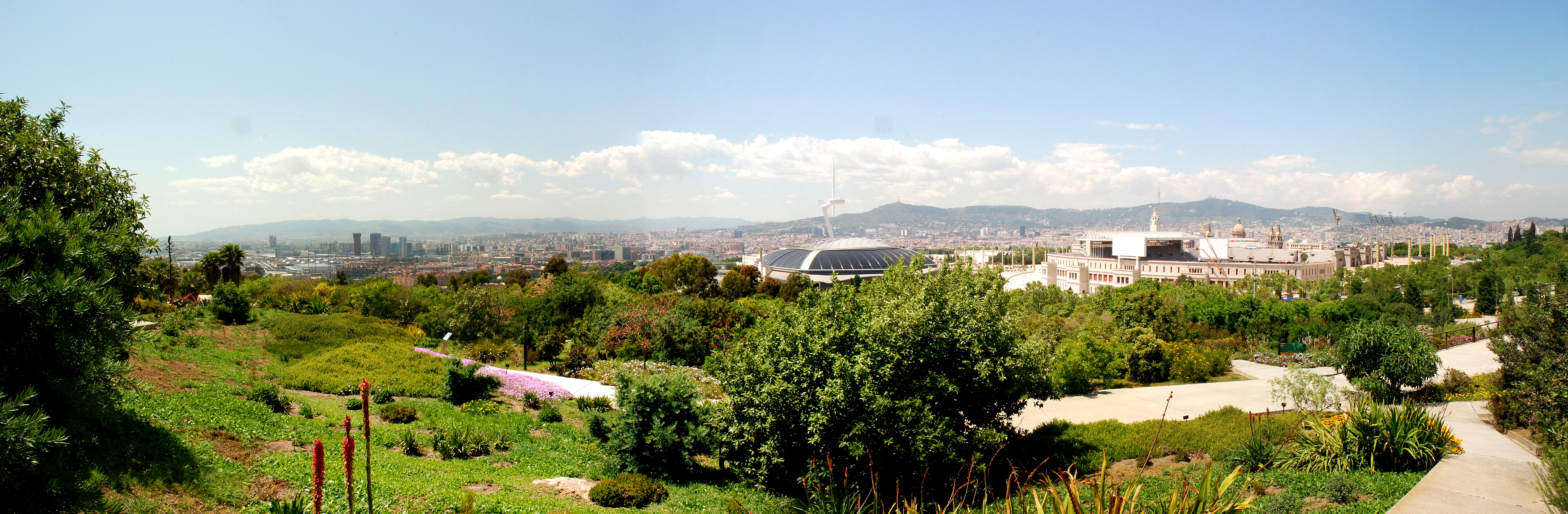
Vista panoràmica del nou Jardí Botànic de Barcelona

Coincidint amb l'Exposició Internacional de 1929 es va encarregar al botànic Pius Font i Quer la construcció del Jardí Botànic Històric de Barcelona a la muntanya de Montjuïc. L'any 1930, amb més voluntat que recursos econòmics, Font i Quer començà a reunir una important col·lecció de plantes endèmiques i rares obtingudes principalment a la península Ibèrica, Illes Balears i Marroc. Aquest jardí va ser inaugurat de nou l'any 1941. Va quedar afectat per la construcció d'accessos per als nous equipaments olímpics i l'any 1986 fou tancat degut als problemes d'estabilitat de les parets. Va ser reobert al públic l'octubre de 2003.
El tancament del Jardí Botànic Històric, esdevingut l'any 1986, va afavorir la proposta de construir el nou Jardí Botànic de Barcelona que va ser inaugurat l'any 1999, també a Montjuïc, i que acull l'edifici de l'Institut Botànic de Barcelona.

## Les principals funcions

### Conservació
Una de les funcions principals del jardí botànic és la recol·lecció i la conservació de les plantes, locals o exòtiques. Pot tindre igualment la funció de protecció d'espècies amenaçades o en perill d'extinció.

### Recerca
El treball científic efectuat al jardí botànic inclou la taxonomia però també l'adaptació d'espècies exòtiques fora del seu medi d'origen. Els cèlebres Reial Jardí Botànic de Kew, prop de Londres, han publicat així un diari científic de recerca botànica des de la fi del segle xviii. Sovint aquestes institucions són també el lloc on es constitueixen els herbaris.
Les dades recollides, així com els estudis portats sobre noves espècies poden igualment ser emprats en l'agricultura, la indústria o la recerca mèdica.
D'ençà el 2008, alguns jardins botànics orienten els seus treballs en l'àmbit de l'ecologia i l'estudi de les relacions entre els éssers vius.

### Ensenyament i educació

#### Ensenyament de la botànica i de la jardineria
El jardí botànic té també una funció educativa, en primer lloc amb la presentació de col·leccions de plantes etiquetades per ajudar a l'ensenyament de la sistemàtica (l'escola de botànica), amb projectes que poden anar des de la introducció de plantes en un medi estranger, fins i tot cursos de jardineria, o l'acollida de grups escolars. Nombrosos jardins botànics proposen la venda vegetals.

#### Educació vinculada a la natura
És un aspecte que els jardins botànics desenvolupen actualment. La protecció de la biodiversitat i la transmissió del patrimoni natural passen obligatòriament per l'educació gràcies a una sensibilització adaptada a tots els públics.
Adreçats a les generacions futures, certs jardins botànics elaboren programes pedagògics per a les escoles, adaptats al nivell d'estudis dels infants, que esdevenen un factor important en la difusió dels coneixements vinculats a les plantes, als medis en els quals viuen i als paisatges als quals pertanyen.

#### Turisme
A nivell local, un jardí botànic juga el paper d'un jardí públic que procura al visitant un lloc de retirada de la norma urbana.
El turisme aporta una dimensió que interessa generalment els finançadors i els polítics que són susceptibles d'aportar un suport a l'estructura 'Jardí botànic'. El turisme verd o eco-turisme sembla actualment més ben adaptat als jardins botànics que defensen una vocació ecològica i a les institucions que defensen la biodiversitat i els valors patrimonials.

## Tipus o parts d'un jardí botànic

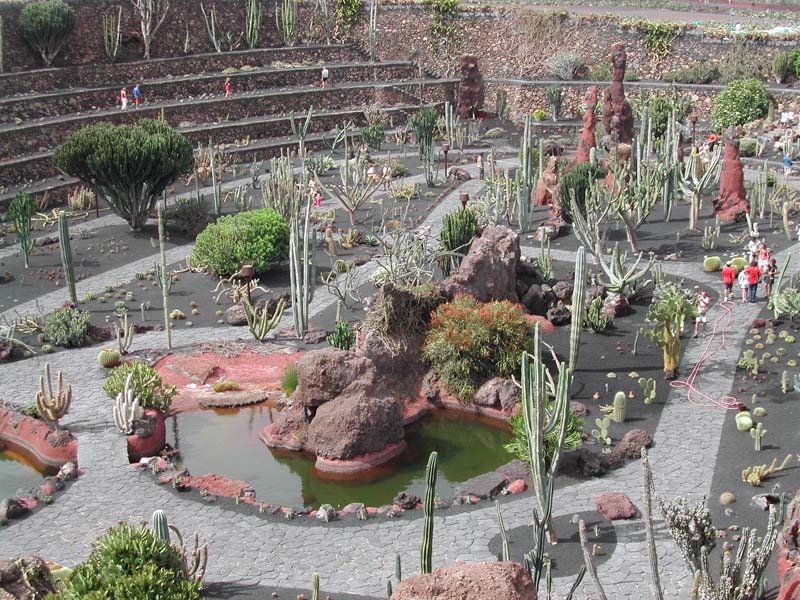
Cactarium a Lanzarote (Illes Canàries)

Hi ha jardins botànics especialitzats en part o en la totalitat i desenvolupen un tema:
- arborètum: presenta col·leccions d'arbres i és el lloc on s'estudia la dendrologia.
- alpinum: exhibeix plantes dels Alps i en general d'alta muntanya.
- fruticetum: (del llatí frutex, -icis, l'arbrissó) proposa col·leccions d'arbusts i arbres petits.
- cactarium:[3] jardí especialitzat o part integrant d'un jardí botànic que presenta col·leccions de cactus i més àmpliament de plantes que poblen les regions desèrtiques. Les plantes col·leccionades i exposades són les que en el curs de la seva evolució s'han adaptat a condicions climàtiques de sequera extrema.
- palmarium: presenta una vegetació de palmerar constituïda per (palmeres).
- bambuseria: proposa col·leccions de bambús.
- roserar: presenta col·leccions de rosers de varietats recents o antigues.
- verger: presenta espècies fruiteres llenyoses, recents o antigues.
- jardí etnobotànic: presenta plantes que tenen, o que han tingut, una relació molt estreta amb la vida de l'home. S'hi troben plantes medicinals, comestibles, tintorials, tèxtils, apícoles...
- jardí d'hort: clàssic jardí de l'edat mitjana, on són presentades col·leccions d'hortalisses comestibles.
- jardí de simples: on abans s'hi conreaven plantes medicinals per realitzar drogues i medicaments.
- jardí de gramínies: presenta espècies herbàcies.
- jardí ecològic: presenta espècies vegetals i estudia les relacions entre elles i amb els seus medis.
- jardí de flora local: posa l'accent sobre l'estudi de la vegetació típica d'una regió.
- hivernacle calent: són equipaments que corregeixen els factors climàtics per a recrear un altre clima (amb atmosfera humida per les plantes tropicals i atmosfera seca per a les plantes grasses).
- orangerie: lloc on les plantes mediterrànies passen l'hivern de lloc freds a l'interior de sales relativament altes a recer de glaçades.

## Alguns jardins botànics als Països Catalans
- Jardí Botànic de València: el més antic de tots els territoris.
- Village-Arboretum de Vernet: el fa únic el fet d'englobar tot el terme municipal incloent-hi el terreny urbà.
- Jardí Botànic de Sóller: té un paper principal en la conservació de la biodiversitat vegetal de les Illes Balears.
- Jardí botànic Marimurtra: fundat el 1918 per Karl Faust.
- Jardí Botànic Històric de Barcelona, creat el 1930 i reobert el 2003
- Jardí Botànic de Barcelona, creat el 1999

## Galeria

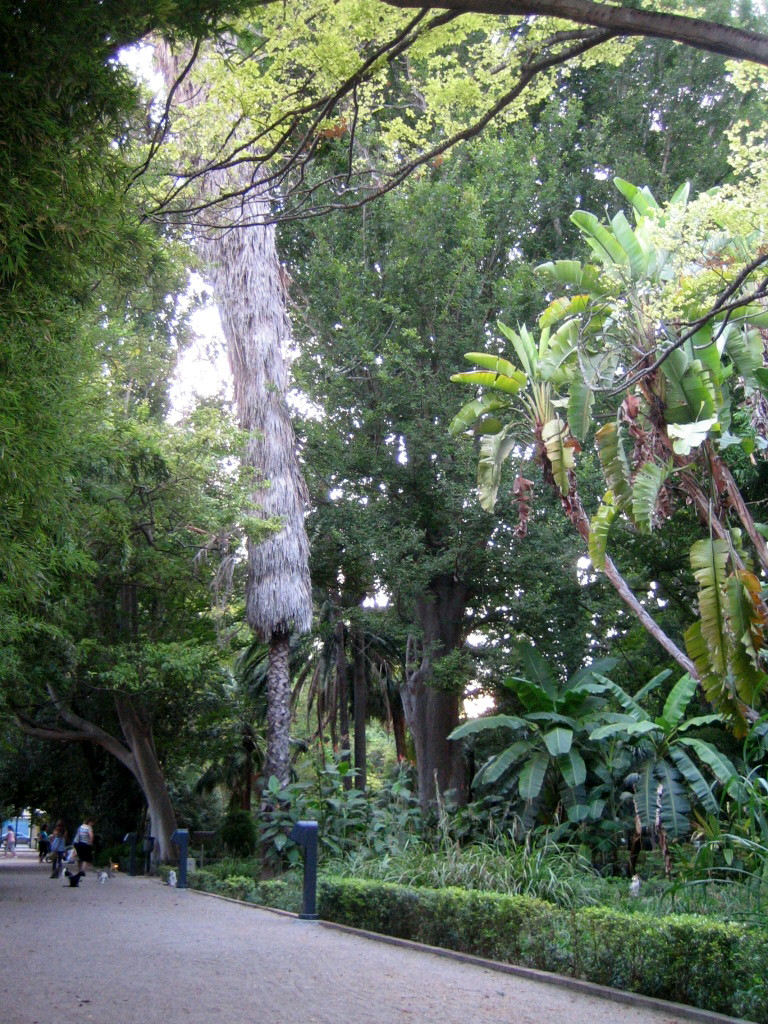
Passeig al Jardí Botànic de València
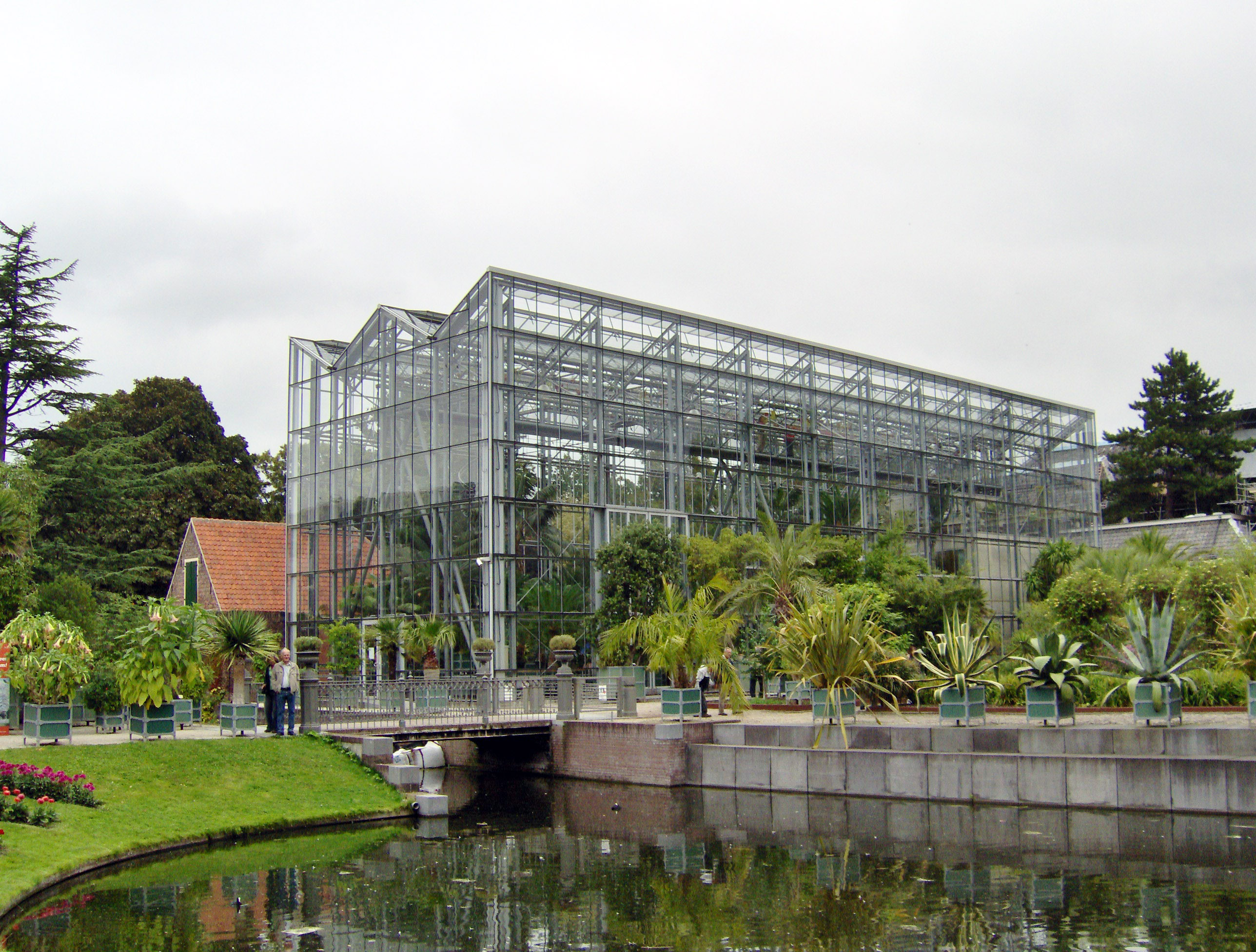
Hivernacle de l'Hortus Botanicus Leiden
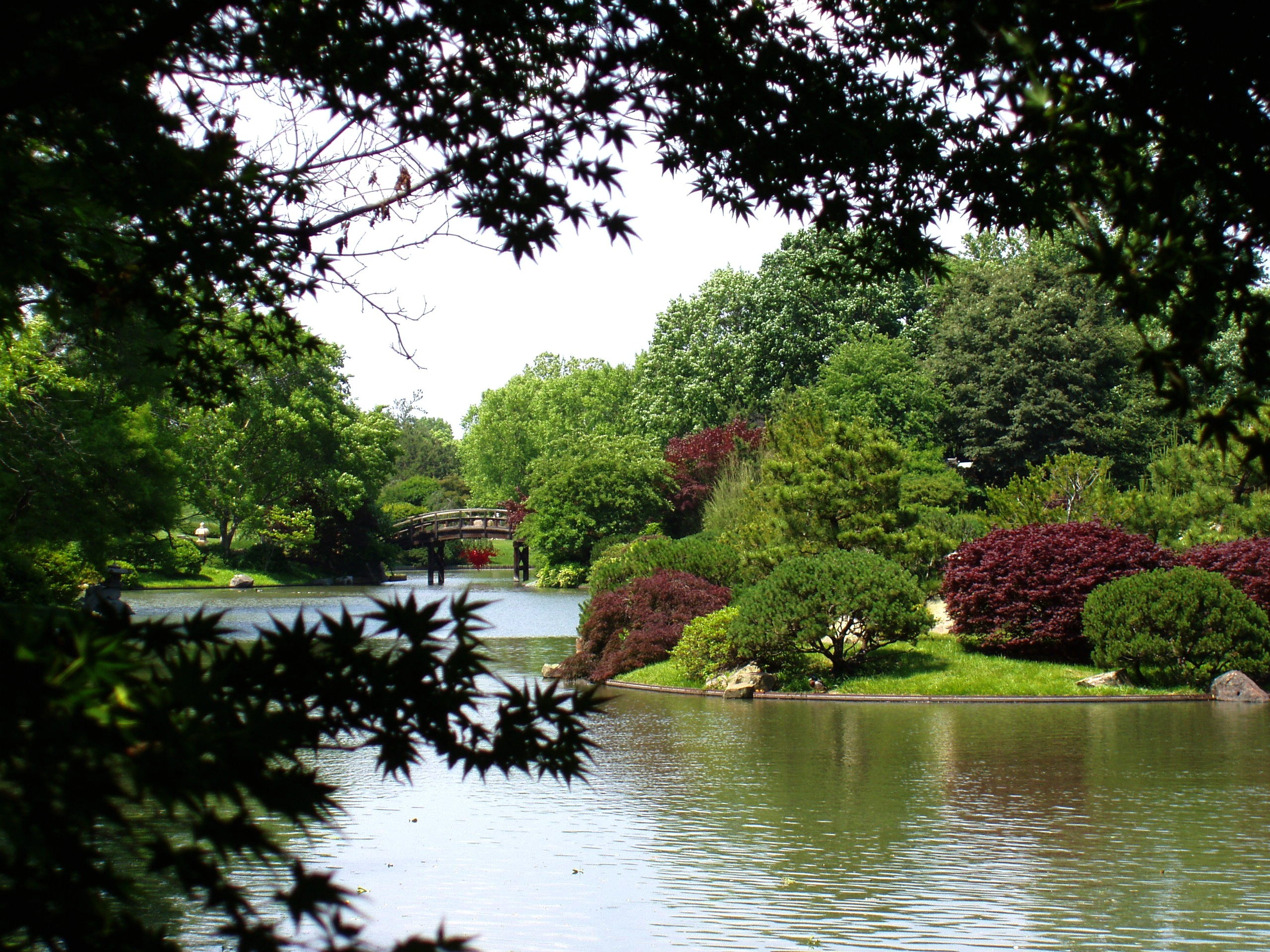
Jardí japonès al Missouri Botanical Garden, USA
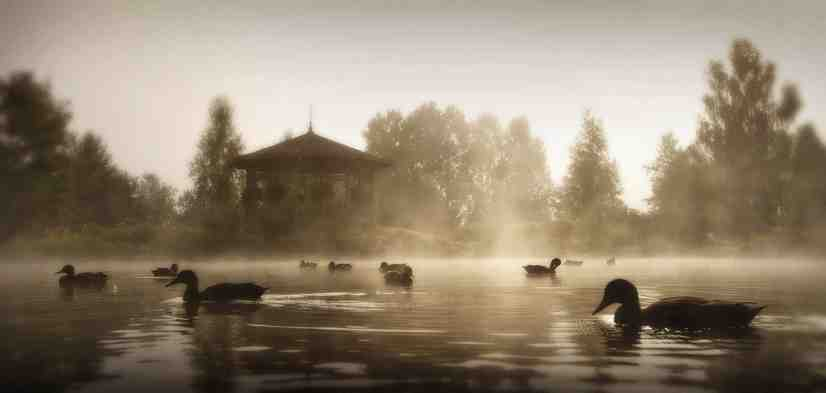
El New Brunswick Botanical Garden, Canadà
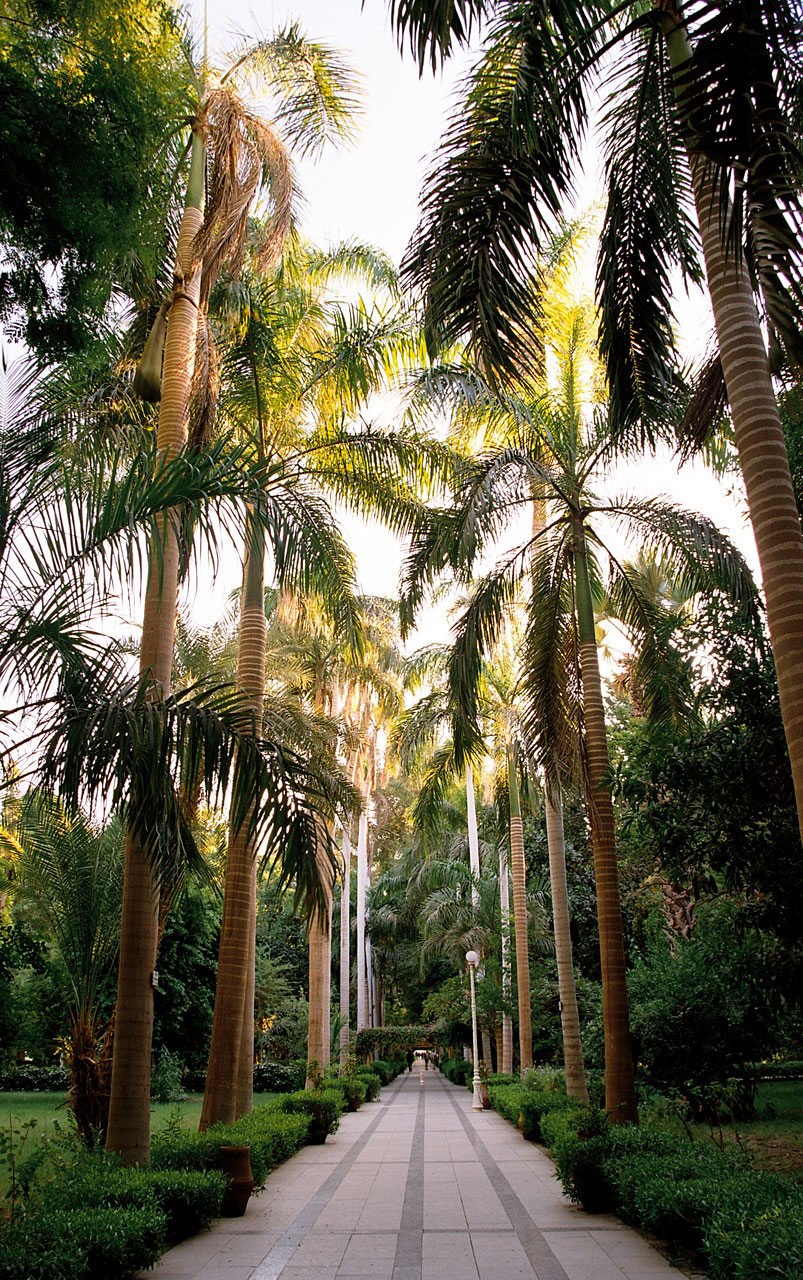
Un jardí botànic de l'illa Kitchener, Aswan (Egipte)
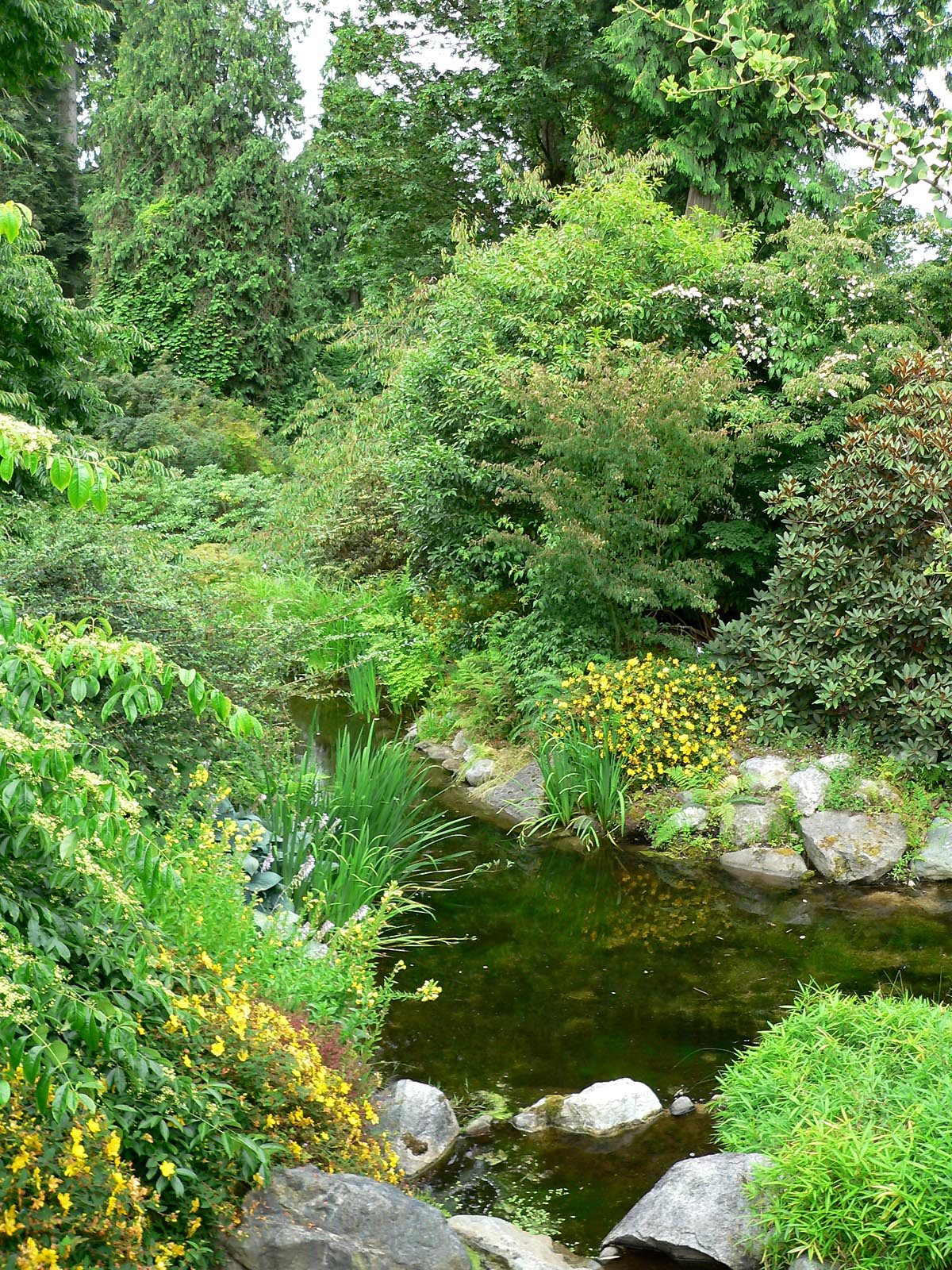
Jardí Botànic UBC, Canadà
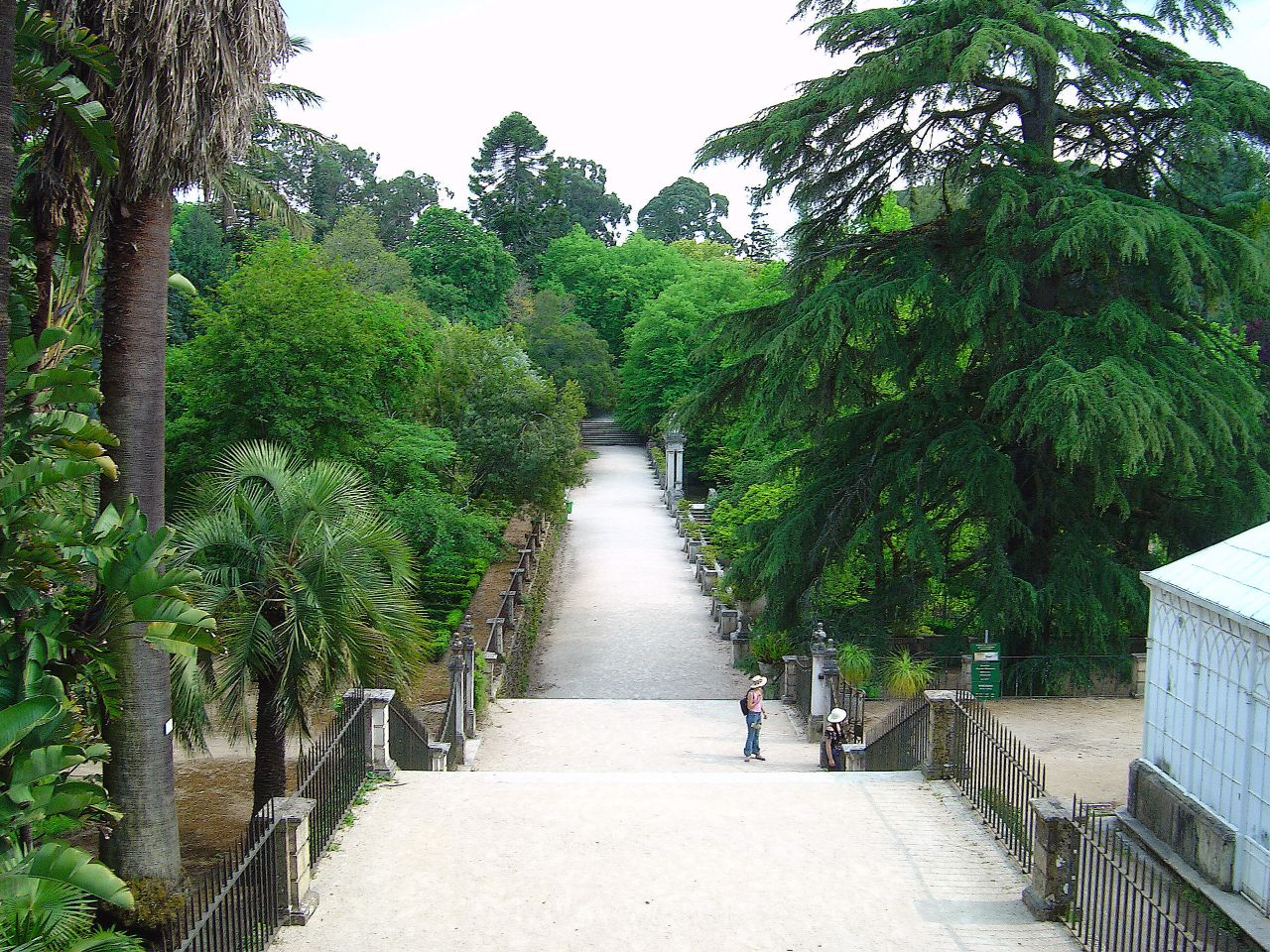
Jardí Botànic de la Universitat de Coimbra, Portugal
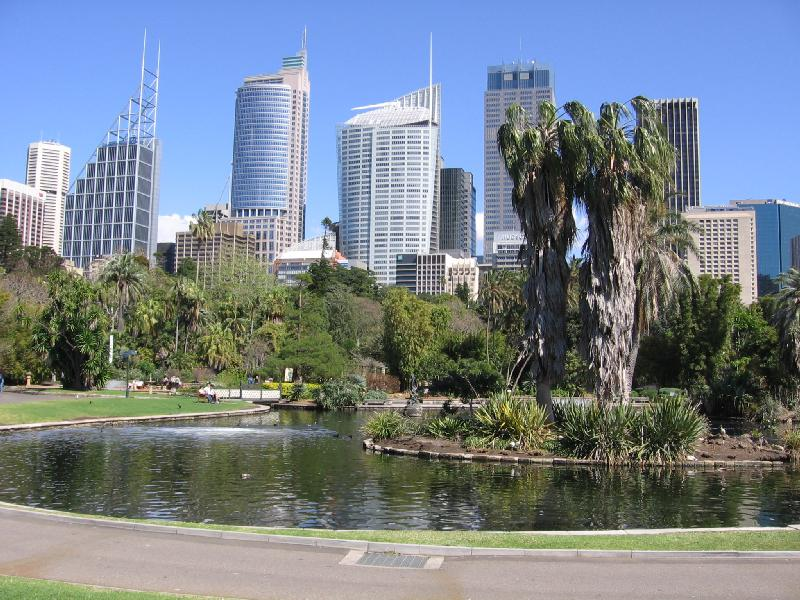
Reials Jardins Botànics de Sydney, Austràlia
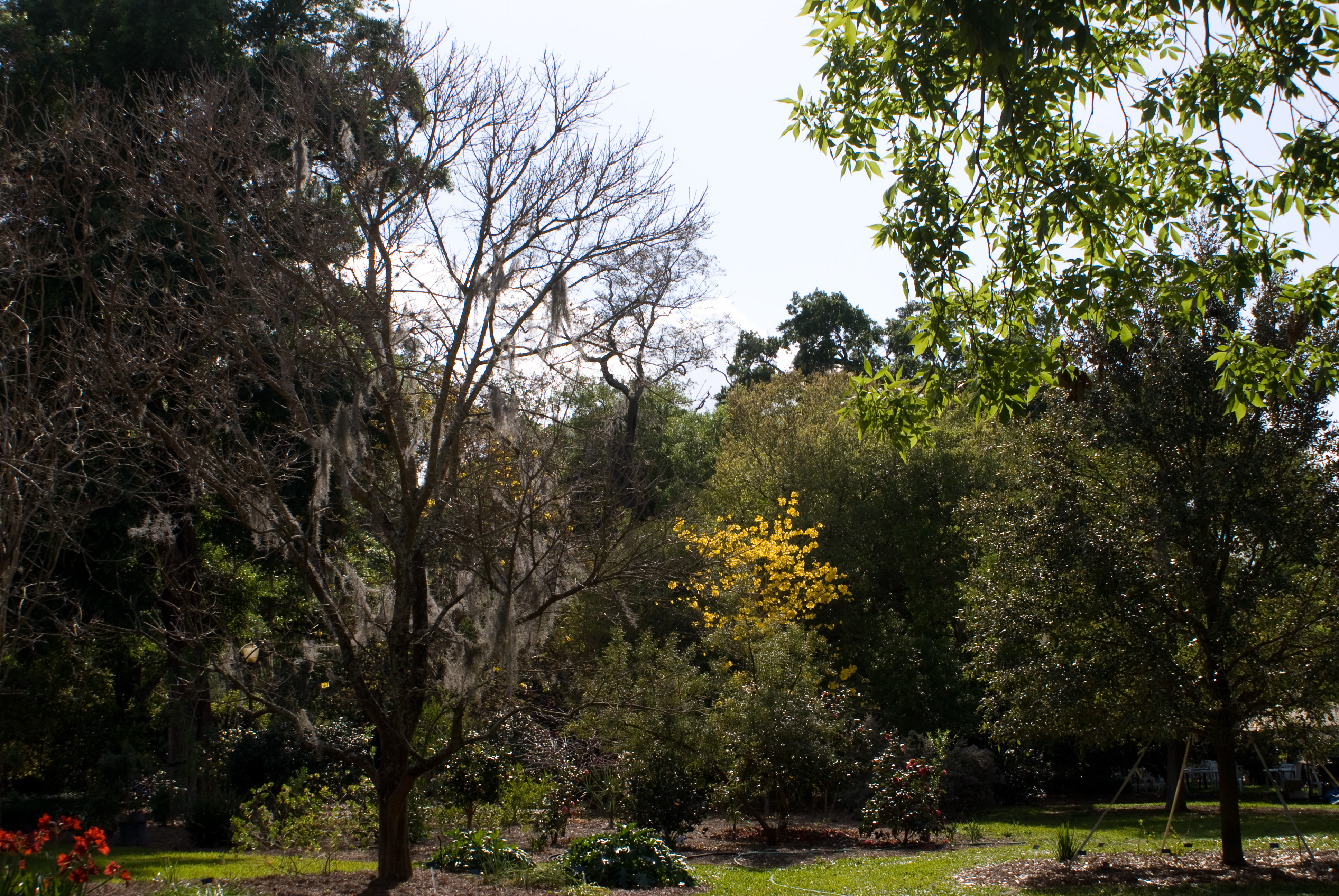
Harry P. Leu Gardens a Orlando, Florida, EUA
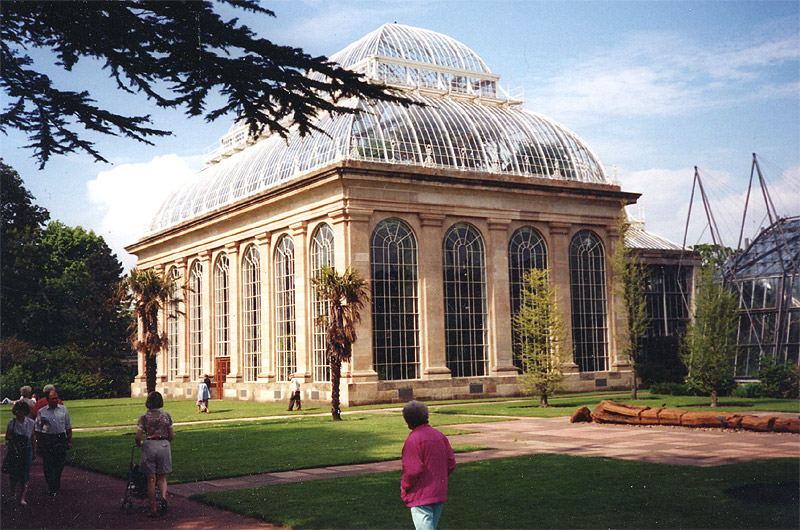
Palmhouse, Reial Jardí Botànic d'Edimburg, Escòcia
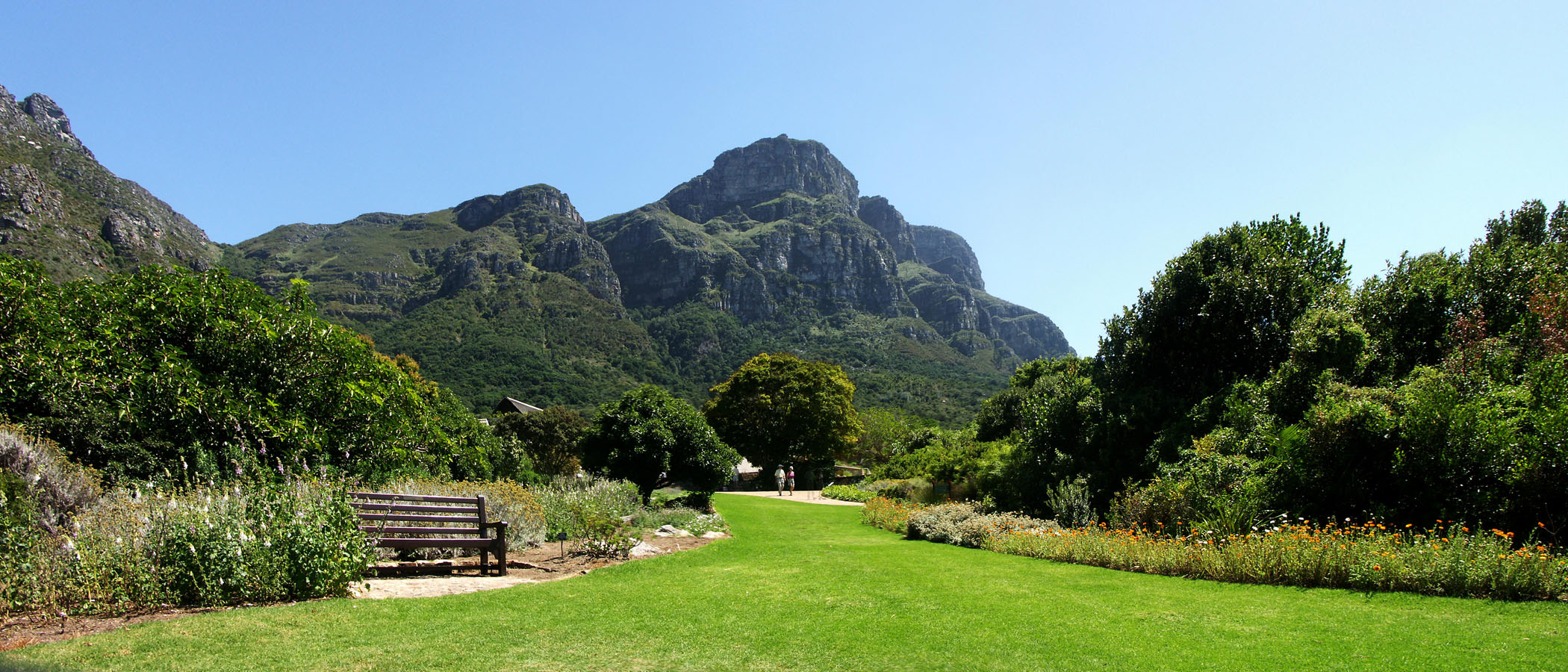
Kirstenbosch, Sud-àfrica